# Behati Prinsloo
Behati Prinsloo Levine, narozená jako Behati Prinsloo (* 16. května 1988, Grootfontein, Namibie) je namibijská modelka.

## Život
Behati Prinsloo se narodila ve městě Grootfontein v Namibii. Její rodný jazyk je afrikánština. Později se naučila mluvit anglicky. 19. července 2014 si vzala hlavního zpěváka kapely Maroon 5 – Adama Levine. Manželé spolu v září 2014 natočili videoklip k písni Animals. V září 2016 se manželům narodila dcera Dusty Rose Levine. Rok po jejím narození Adam s Behati oznámili, že čekají druhé dítě a bude to opět dívka.

## Kariéra
V 16 letech podepsala smlouvu s britskou agenturou Storm Model Management. Byla na módních přehlídkách značek jako např. Chanel, Prada, Louis Vuitton, Zac Posen, MaxMara, Lacoste nebo Miu Miu. Dostala se na obálku časopisu Muse, britského časopisu Telegraph Magazine, ruského časopisu Vogue a na časopis Velvet.